# Isleta de los Patos (Sevilla)

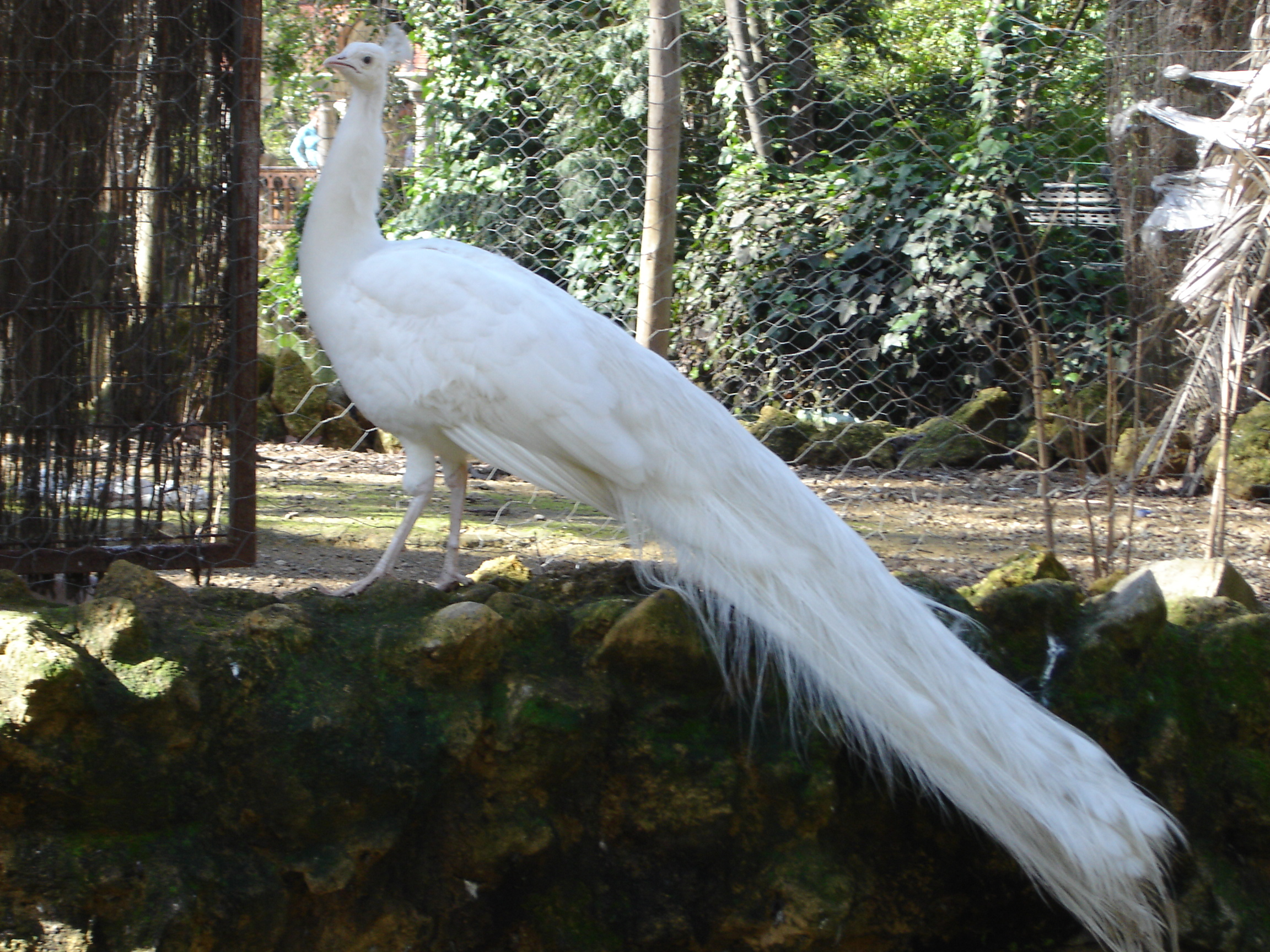
Pavo real en la Isleta de los Pájaros

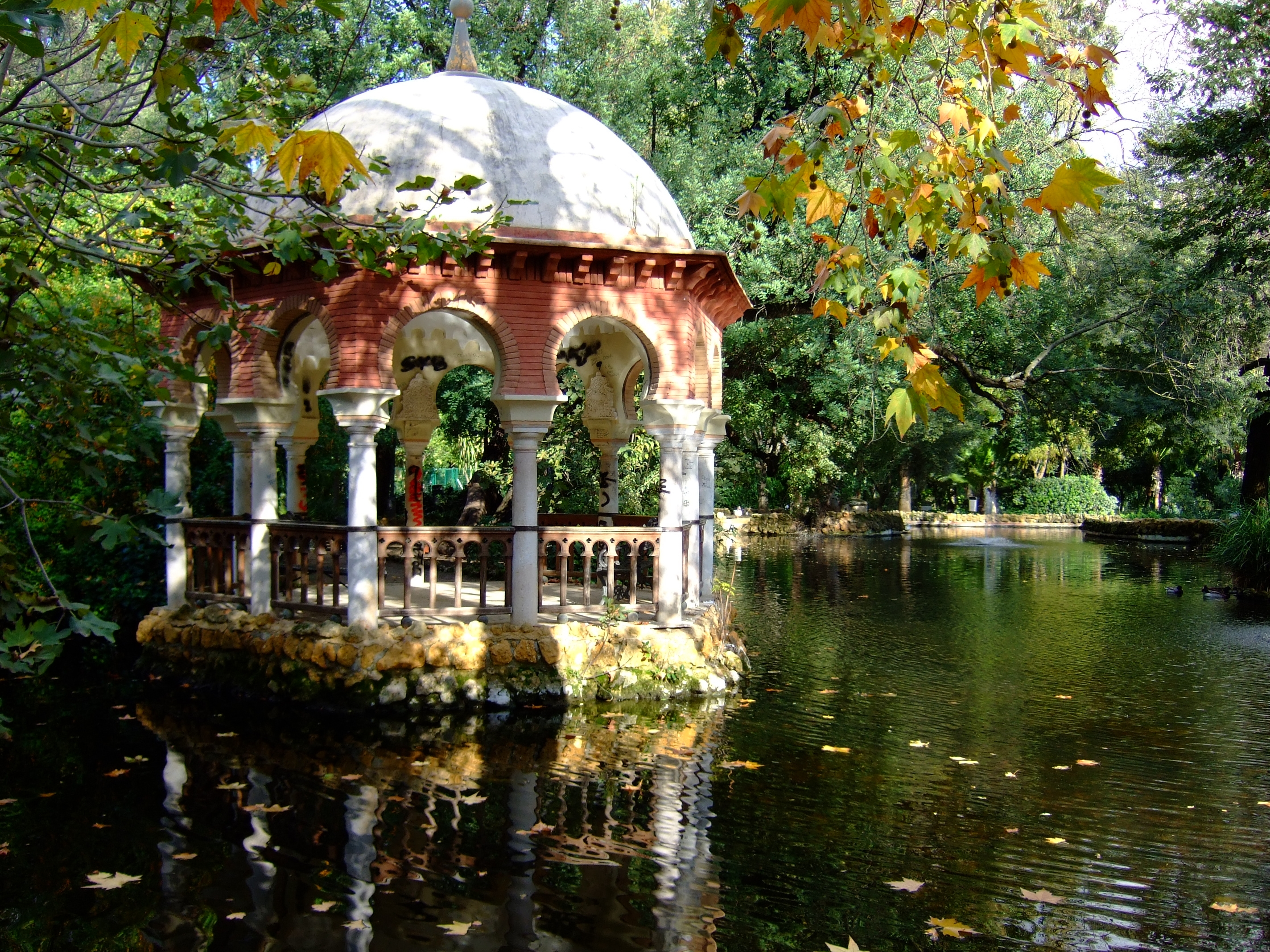
Pabellón de Alfonso XII, en la Isleta de los Pájaros

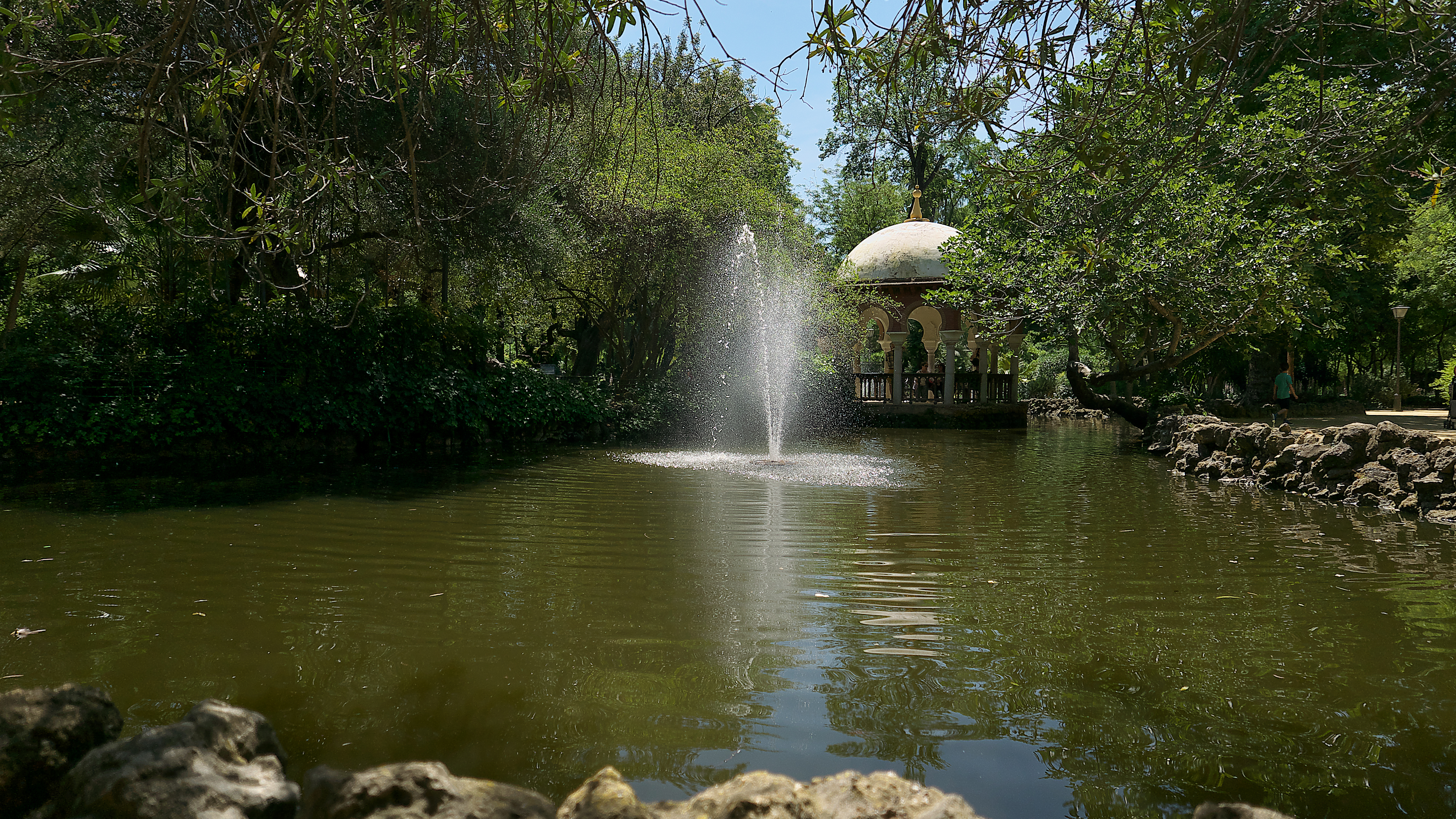
Estanque

La isleta de los Patos o isleta de los Pájaros es como se conoce a dos islas en un estanque del centro del Parque de María Luisa de Sevilla. En dicho entorno existen cisnes, pavos reales, patos y otras aves.

## Características
El estanque está delimitado por piedras rústicas y en el centro existe una isla accesible por medio de un puentecillo y otra isla exclusiva para las aves, donde descansan y hacen vida patos, pavos reales, cisnes, las palomas que usan sus árboles para reposar y aprovechan cualquier migaja para alimentarse y algún que otro gallo y gallina. Además de la vegetación hay varios bancos de hierro forjado

## Pabellón de Alfonso XII
En un rincón de la isla “accesible” se encuentra el Pabellón de Alfonso XII, de pequeñas dimensiones con forma de templete de planta hexagonal con arcos de herraduras y reminiscencias neoárabes, donde, según la leyenda, declaró el rey Alfonso XII su amor a María de las Mercedes. Dentro del pabellón hay unos bancos para descansar junto al sonido del estanque mientras se disfruta de la sombra de su techo. Este lugar de descanso ya existía cuando el parque formaba parte del Jardín del Palacio de San Telmo y fue respetado por Jean-Claude Nicolas Forestier cuando acondicionó las glorietas para convertirlo en el actual Parque de María Luisa. 

## Flora y fauna
Entre los árboles que adornan la isleta se pueden apreciar una gran robinia (Robinia pseudoacacia), aligustres (Ligustrum japonicum) y un ailanto (Ailanthus altissima), este último conocido también como “árbol del cielo” es de gran altura, originario de China pero bien adaptado al clima mediterráneo, creciendo con facilidad y bastante frecuente de encontrar de forma silvestre sin apenas mantenimiento, recientemente ha sido declarado especie invasora y debería desaparecer. Junto a uno de los puentes encontramos una higuera y bambúes (Arundinaria spp.) que son originarios de Asia y América, de rápido crecimiento sus altas cañas cubren grandes superficies. La higuera (Ficus carica), es una especie mediterránea muy frecuente en nuestras tierras. También podemos observar un podocarpo (Podocarpus neriifolius), un árbol de fuego (Grevillea robusta), algunos acebuches (Olea europaea var. sylvestris), durantas (Duranta repens), almeces (Celtis australis), un algarrobo (Ceratonia siliqua) y un pino carrasco o pino de Alepo (Pinus halepensis), árbol este de la familia de las coníferas originario de la zona mediterránea que puede llegar a alcanzar aproximadamente los 30 metros de altura, es muy frecuente en los parajes rurales de la región andaluza utilizándose para reforestaciones, el algarrobo es de origen asiático aunque plenamente aclimatado a la tierra mediterránea. Junto a la isleta nos encontramos con un ciprés de los pantanos (Taxodium distichum), palmeras de la suerte (Trachycarpus fortunei), yucas (Manihot esculenta) y fotinias (Photinia glabra) que muestran un bonito colorido en su florecer primaveral.
En el año 2002 fueron restauradas algunas glorietas y la zona del estanque añadiendo un nuevo puente para permitir más cómodamente el acceso y desalojo de la isla.